# 19425 Ніколасрапп
19425 Ніколасрапп (19425 Nicholasrapp) — астероїд головного поясу, відкритий 20 березня 1998 року.
Тіссеранів параметр щодо Юпітера — 3,472.